# Johanne Buchardt
Johanne Elvira Buchardt (født 13. november 1903 på Skive Fattiggård i Skive, død 16. juni 1948 samme sted) var en dansk forfatter.

## Familie og opvækst
Johanne Elvira Buchardt blev født på Skive fattiggård i 1903 - hun var 3. generation på Skive fattiggård, og dette kom til at præge hende resten af livet. Moderen Johanne Elisabeth Buchardt var fabriksarbejderske, mens Johannes far var cigarmager. Johanne kendte ikke faderen, men var en ud af 6 børn som moderen fik med 3 forskellige mænd. 6 måneder gammel blev Johanne sat i pleje hos Anton Godsk; skrædder i Vejby, hvor hun voksede op. Her fik hun mulighed for at tegne, læse og komme i skole.

## Uddannelse
Som barn i mellemkrigstiden havde hun kun den almindelige skolegang at trække på. Men som ung havde hun en glubende appetit på bøger, og som voksen uddannede hun sig selv, ved om natten, at læse historie og kunsthistorie. Især de moderne danske klassikere som Henrik Pontoppidan, Johannes V. Jensen og Jakob Knudsen havde hendes store interesse.
Johanne kom ud at tjene som 14-årig og havde forskellige jobs: malkepige, tallerkenvasker, ung pige i huset og husassistent på flere pensionater. Senere arbejdede hun som syerske sammen med sin plejesøster Marianne Godsk i Rødding. Hun begyndte samtidig at skrive og debuterede med novellen “En pige går forbi” i Skive Folkeblad i 1936 - 33 år gammel.

## Forfatterskab
Hendes gennembrud kom i 1941 med romanen ‘Født til gråd', som hun færdiggjorde i 1939. Johanne var yderst produktiv og skrev 6 romaner på syv år. Bøgerne var populære blandt læserne, og hendes romaner blev solgt i stort oplag. De blev oversat til flere sprog og i 1945 modtog hun Kollegernes ærespris for romanen “Der går ingen vej tilbage”. I dag er hun glemt af de fleste.
Johannes produktivitet blev drevet af hendes mani og hun led af svære depressioner, der ledte op til at hun tog sit eget liv den 16. juni 1948 - kun 45 år gammel.
Johanne Buchardt brugte sit eget liv som inspiration til sine romaner. Det kom til udtryk ved at hun skrev om hverdagsmenneskets vilkår og miljø og beskrev den verden, hun kendte bedst til; hverdagen - set fra en kvindes synsvinkel. Hendes værker havde en tone af tomhed, mangel og depression - måske som følge af hendes opvækst og liv.
De seks romaner viser samlet den moderne kvindes liv i forskellige faser fra barn til moderne kvinde.
Samtidig udgør de en afsøgning af historiens gang og de heraf ændrede livsbetingelser, sociale mønstre og værdier. Johanne Buchardt beskriver sin generations rodløshed som følge af overgangen fra almuekulturens faste rammer og forestillinger, til det moderne bylivs frihed og anonymitet. Hendes forfatterskab beskrev de små ting i hverdagen og de store spørgsmål i tilværelsen.
Hun boede ved sin død i en almennyttig lejlighed i Ringparken 1B i Skive.

## Udgivelser
- En pige går forbi (1936): Debutnovelle, Trykt i Skive Folkeblad den 10. november 1936.
- Født til gråd (1941): Roman, Aschehoug forlag, 262 sider. Romananen skildrer et plejebarns barndom og opvækst samt livet på landet og i byen i de første årtier af 1900-tallet[8]. Udgivet i flere oplag - i omslaget fra udgaven i angives følgende: ”Johanne Buchardt fremstod i 1941 som en nova på den danske litteratur firmament, en stærkt lysende stjerne, der kun alt for tidligt slukkedes. Hun blev født på skive fattiggård i 1908; hendes mor var ugift, og seks måneder gammel blev Johanne sat i pleje hos en ældre landsbyskrædder og hans kone. Som pige arbejdede hun på landet, senere som syerske, mens hun læste alle de socialromaner og al den kunst- og litteraturhistorie hun kunne komme overkomme. Født til graad er hendes debut-roman – og den blev modtaget med sjælden interesse og begejstring af både publikum og presse. Kun 39 år gammel døde Johanne Buchardt pludselig i 1948 Forinden havde hun dog udsendt endnu fire romaner, som til fulde bekræftede hendes evner som digter og fortæller af usædvanlig høj karat”[9].
- Gud og menneskers ager (1942): Roman Aschehoug forlag, 230 sider. 2. oplag 1945.
- Der går ingen vej tilbage (1944): Roman Aschehoug forlag, 384 sider. Udgivet i flere oplag. Johanne Buchardt modtog kollegernes ærespris for denne roman[5].
- Ann-Kjerstine (1945): novelle i antropologien "Nye Danske noveller" side 59-66[10].
- Vejen mod nord (1945): Roman Aschehoug forlag. Johanne Buchardt beskriver i romanen forholdet mellem magt og ret under 2. verdenskrig. Hun skrev romanen i sommeren 1943 og den skulle være udkommet samme efterår, men blev forbudt af de tyske censurmyndigheder. Censurmyndighederne fandt stærke paralleller mellem bogens portræt af besættelsestiden, og nogle af de i bogen beskrevne begivenheder, fra Danmark i år 1200 da Kong Valdemar Sejr krævede, at en vej blev ført gennem en landsby af militære hensyn. Landsbyens beboere blev derfor fordrevet fra deres hjem[11].
- Huset under stjernerne (1946): Roman Aschehoug forlag 224 sider.
- Vinden og kirsebærtræerne (1948): Roman Aschehoug forlag 272 sider.